# Andrea Dupont
Andrea Dupont (* 9. August 1980) ist eine ehemalige kanadische Skilangläuferin. 

## Werdegang
Dupont nahm von 2007 bis 2018 vorwiegend am Nor-Am Cup teil. Dabei holte sie sieben Siege und errang in der Saison 2014/15 den zweiten Platz in der Gesamtwertung. Bei der Winter-Universiade 2007 in Pragelato belegte sie den 47. Platz im Skiathlon, jeweils den 43. Rang im Sprint und über 5 km Freistil und den 40. Platz über 15 km Freistil. Im Januar 2008 debütierte sie in Canmore im Skilanglauf-Weltcup. Dabei errang sie den 50. und den 41. Platz im Sprint. Dies war zugleich ihre beste Einzelplatzierung im Weltcup. Bei den nordischen Skiweltmeisterschaften 2013 im Fleimstal kam sie auf den 49. Platz im Sprint. Im März 2015 wurde sie bei den kanadischen Meisterschaften in Thunder Bay jeweils Dritte im Sprint und über 5 km Freistil.

## Siege bei Continental-Cup-Rennen
| Nr. | Datum            | Ort         | Disziplin        | Serie      |
| --- | ---------------- | ----------- | ---------------- | ---------- |
| 1.  | 5. Januar 2013   | Thunder Bay | Sprint klassisch | Nor-Am Cup |
| 2.  | 26. Januar 2013  | Duntroon    | Sprint klassisch | Nor-Am Cup |
| 3.  | 8. Dezember 2013 | Vernon      | Sprint klassisch | Nor-Am Cup |
| 4.  | 1. Februar 2014  | Cantley     | 10 km Freistil   | Nor-Am Cup |
| 5.  | 17. Januar 2015  | Canmore     | Sprint Freistil  | Nor-Am Cup |
| 6.  | 14. Januar 2016  | Thunder Bay | Sprint Freistil  | Nor-Am Cup |
| 7.  | 16. Januar 2016  | Thunder Bay | 10 km klassisch  | Nor-Am Cup |